# Vojtech Mihálik
Vojtech Mihálik (Dolná Streda, 30 marzo 1926 – Bratislava, 3 novembre 2001) è stato un poeta, traduttore e politico slovacco.

## Biografia
Nacque nella famiglia di un operaio di Dolná Streda. Ricevette la sua istruzione a Sereď, a Trnava e all'Università Comenio di Bratislava, ove studiò lettere e filosofia.
Dopo l'università lavorò come redattore: dal 1949 al 1950 alla casa editrice Kniha e dal 1950 al 1951 alla casa editrice Slovenský spisovateľ; dal 1952 al 1954 sul giornale militare Československý voják, mentre assolveva il servizio militare obbligatorio. Dal 1954 al 1959 fu segretario dell'Unione degli scrittori slovacchi, l'organizzazione attraverso la quale il regime comunista controllava l'attività letteraria, dal 1965 al 1967 divenne primo segretario e presidente della stessa unione. Dal 1960 al 1964 tornò alla casa editrice Slovenský spisovateľ come caporedattore, dal 1968 al 1969 si dedicò esclusivamente all'attività letteraria, ma dal 1971 al 1973 fu impiegato come consulente esperto del presidente del Consiglio, quindi dal 1974 al 1977 ritornò a dedicarsi unicamente all'attività letteraria, finché dal 1977 divenne direttore della casa editrice Slovenský spisovateľ, incarico che mantenne fino al 1985, quando andò in pensione.
Fu impegnato anche nella politica attiva. Fu deputato al parlamento nazionale slovacco dal 1964 al 1981 e dal 1969 al 1971 fu anche deputato al parlamento federale cecoslovacco, fino a diventare presidente della Camera delle nazioni. Dal 1966 al 1981 fu membro del comitato centrale del Partito Comunista di Slovacchia.
Per lunghi anni, su Nové slovo mladých, supplemento del settimanale politico-culturale Nové slovo, si dedicò ai giovani adepti della poesia, fra i quali voleva coltivare poeti dalla schietta indole comunista.  Molti pubblicarono raccolte poetiche in veste di libro, ma solo 3 o 4 furono significativi per la letteratura slovacca. Mihálik, dalla sua posizione di «papa comunista della poesia slovacca», colpì con precisi divieti e con la gestione delle autorizzazioni a pubblicare da parte del comitato centrale del Partito Comunista di Slovacchia numerosi poeti della generazione più giovane e di quella mezzana, fra cui Ivan Štrpka, Štefan Moravčík, Milan Richter, Ján Švantner, che per i suoi interventi politici furono estromessi parzialmente o totalmente dalla vita letteraria degli anni 1970 e alcuni fino alla fine degli anni 1980.
Nelle interviste degli anni 2010, la scrittrice slovacca Daniela Kapitáňová ha menzionato le molestie sessuali, che Vojtech Mihálik avrebbe compiuto nei suoi confronti negli anni '70 durante un incontro di lavoro.

## Attività
Ha iniziato a scrivere poesie all'età di quattordici anni, quando era uno studente al ginnasio di Trnava e pubblicò la sua produzione sulle riviste Plameň, Rozvoj, Nový svet ed Elán. Esordì con un suo libro nel 1947 con la raccolta Anjeli ("Angeli"). Con le sue opere sostenne apertamente le idee del comunismo e criticò il capitalismo. Espresse anche la sua opposizione alla minacce di guerra. Nel suo lirismo sociale, denunciò soprattutto i destini infelici delle donne - vedove, donne abbandonate e senza figli, vecchi ebrei - le cui vite erano state crudelmente segnate dalla guerra. Tradusse anche opere della letteratura antica, greca e romana (Sofocle, Aristofane, Ovidio), della poesia polacca (Julian Tuwim, Stanisław Jerzy Lec e altri), ma anche della letteratura italiana, francese e statunitense.

## Riconoscimenti
- 1953 a 1960 – Premio di stato Klement Gottwald
- 1976 – Ordine del Lavoro
- 1966 – Artista meritevole
- 1978 – Artista nazionale

## Opere

### Poesia
- 1947 – Anjeli ("Angeli")
- 1950 – Plebejská košeľa ("La camicia del plebeo")
- 1952 – Spievajúce srdce
- 1953 – Ozbrojená láska
- 1955 – Neumriem na slame
- 1960 – Archimedove kruhy
- 1963 – Vzbúrený Jób
- 1963 – Tŕpky
- 1964 – Appassionata
- 1965 – Útek za Orfeom
- 1966 – Sonety pre tvoju samotu
- 1968 – Rekviem, báseň
- 1969 – Čierna jeseň
- 1975 – Trinásta komnata
- 1978 – Posledná prvá láska
- 1981 – Erotikon
- 1983 – Účasť
- 1985 – Básne a vyznania
- 1986 – Slnečný čas
- 1987 – Nárek
- 1989 – Impertinencie a iné smútky
- 1989 – Pakľúčová dierka
- 1990 – Velebný pán z Maduníc
- 1992 – C. k. musicus Mozart
- 1996 – Rodisko
- 1998 – Bájky na podvečer, čiže Malý živočíchopis

### Antologie poetiche
- 1957 a 1971 – Lyrika
- 1973 / 1974 – Básne I-II
- 2015 Litánie loretánske a iné básne (raccolte di poesie inedite scritte fra il 1941 e il 1948, a cura di Peter Tollarovič)

### Per ragazzi
- 1962 – Kým ja spinkám ("Mentre dormo")

### Pubblicistica
- 1973 – Človek proti slepote ("Persona contro la cecità")

### Traduzioni
- 1955 – Julian Tuwim: V čase kvetov
- 1964 – Ovidio: Lieky proti láske (Remedia amoris)
- 1965 – Sofocle: Vládca Oidipus
- 1965 – Lawrence Ferlinghetti: Smutná nahá jazdkyňa (con Ján Vilikovský)
- 1970 – Aristofane: Lysistrata
- 1970 / 1972 – Ovidio: Umenie milovať I – III (Ars amatoria)
- 1974 – Sofocle: Vládca Oidipus
- 1976 – Julian Tuwim: Vzdialený tiger
- 1980 – Molière: Škola žien (La scuola delle mogli), Učené ženy (Le intellettuali), Tartuffe (Il Tartuffo), Mizantrop (Il misantropo)
- 1980 – Saffo: Piesne
- 1981 – Fráňa Šrámek: Raport
- 1982 – Petr Bezruč: Sliezske piesne
- 1986 – Euripides: Médea
- 1989 – Jiří Wolker: Básnické dielo
- 1996 – Eschilo: Oresteia. Prikovaný Prometeus
- 1979 – Preklady, raccola di traduzioni[1]